# Auteur
Pour l’article ayant un titre homophone, voir Hauteur.
Cet article possède un paronyme, voir Otter.

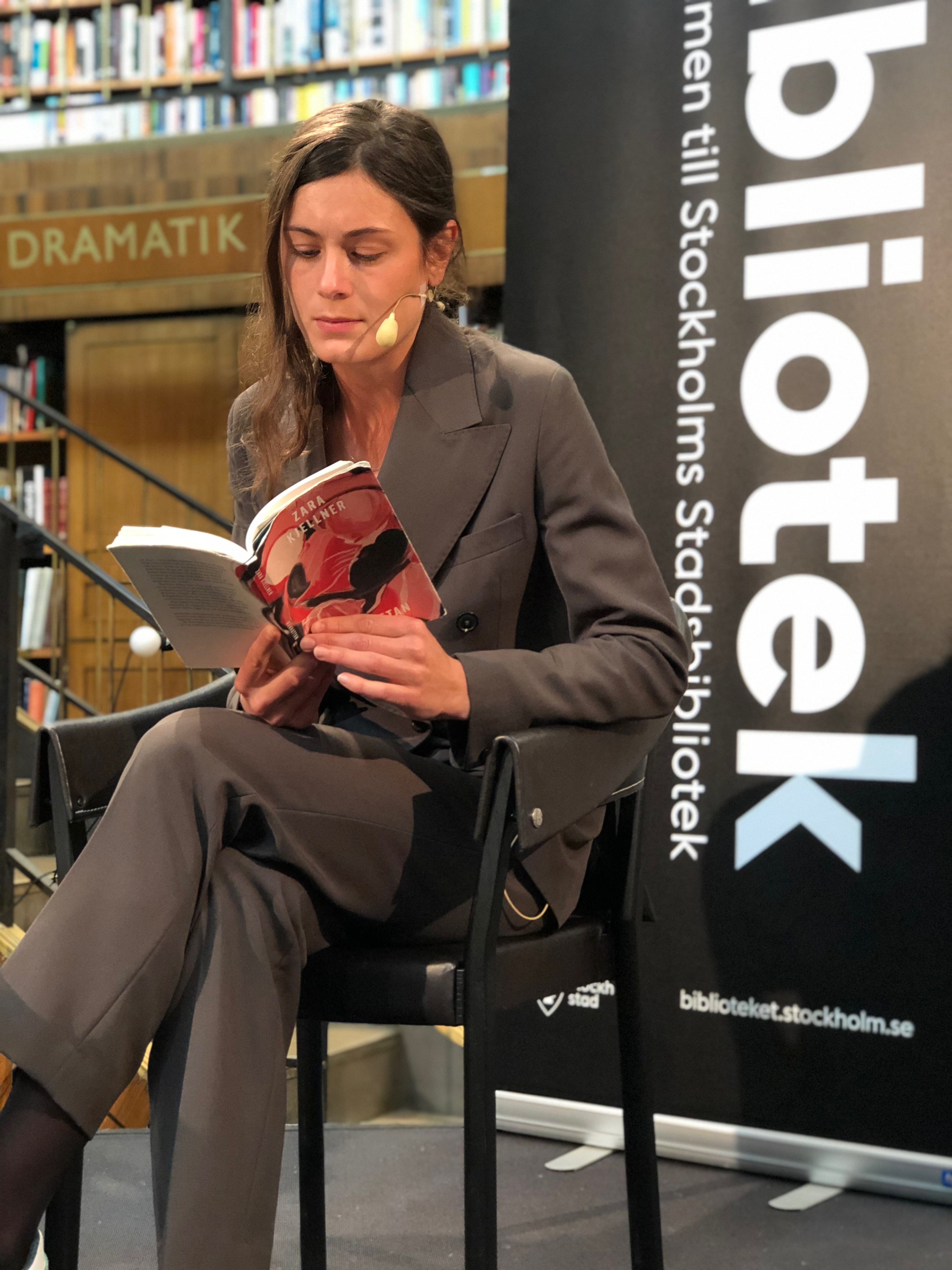
L'auteure suédoise lisant un de ses ouvrages dans une bibliothèque.

De manière générale, un auteur, une femme de lettres ou plus récemment une auteure ou une autrice, est une personne qui est à l'origine de quelque chose. On peut être l'auteur d'une découverte, d'un acte ou d'une œuvre.

## Définitions selon le contexte

### Dans le domaine des arts et de la littérature
Dans le domaine de la création littéraire et artistique, un auteur est une personne qui a fait une création originale manifestant sa personnalité, qu'il s'agisse de lettres, de sciences humaines ou d'art.
En littérature, l'auteur est un écrivain. Selon la nature des œuvres littéraires concernées — roman, pièce de théâtre, poésie, essai… —, on parlera de romancière ou romancier, de dramaturge, de poète, d'essayiste…
En musique, l'auteur est le parolier. Par extension, un auteur-compositeur-interprète (ACI) est une personne qui rédige les paroles et compose la musique de chansons qu'il interprète. Un auteur-compositeur est une personne qui effectue un travail de parolier et de compositeur, mais qui n'interprète pas lui-même les chansons dont il est l'auteur.
Au cinéma et à la télévision, on désigne abusivement le réalisateur comme seul « auteur » de l'œuvre (« un film de » est « un film réalisé par »). Le terme d'« auteur » recoupe ainsi une conception particulière du réalisateur et de sa production, héritée de la politique des auteurs propre à la Nouvelle Vague. Mais la loi française est formelle à ce chapitre :
« Ont la qualité d'auteur d'une œuvre audiovisuelle la ou les personnes physiques qui réalisent la création intellectuelle de cette œuvre.
Sont présumés, sauf preuve contraire, coauteurs d'une œuvre audiovisuelle réalisée en collaboration :
1º L'auteur du scénario ;
2º L'auteur de l'adaptation ;
3º L'auteur du texte parlé ;
4º L'auteur des compositions musicales avec ou sans paroles spécialement réalisées pour l'œuvre ;
5º Le réalisateur.
Lorsque l'œuvre audiovisuelle est tirée d'une œuvre ou d'un scénario préexistants encore protégés, les auteurs de l'œuvre originaire sont assimilés aux auteurs de l'œuvre nouvelle. »
— Article L113-7 du Code la propriété intellectuelle
En radio, l'auteur d'une émission est la personne qui intervient en amont, à sa conception. L'émission peut alors être créée par un producteur de radio.
En bande dessinée, l'auteur de bande dessinée. On parle d'« auteur complet » lorsqu'une seule personne assure la création de l'œuvre. Si le scénario et les dessins sont réalisés par deux personnes différentes, l'une est scénariste, l'autre, dessinateur.

### Dans les sciences et techniques
Dans le domaine des sciences, l'auteur original (éventuellement avec des coauteurs) utilise des codes et méthodes dits académiques (hypothèse, théorisation, démonstration, conclusion, bibliographie, etc.) pour présenter ses travaux ou d'autres données ou notions scientifiques,. 
Dans les domaines de la recherche et l'enseignement supérieur, l'auteur écrit des articles de revue scientifique et des ouvrages, notamment des ouvrages universitaires.
Le vulgarisateur dispose de plus de liberté pour mettre les contenus et découvertes scientifiques à portée d'un public de non-spécialistes.
Dans le domaine de l'innovation, l'auteur peut aussi être un inventeur.
Dans le domaine de l'informatique, l'auteur d'un logiciel est un développeur ou un concepteur de jeux.
Dans le domaine des techniques, l'auteur expose des processus techniques, produit des guides techniques.
Dans le domaine de l'éducation, l'auteur écrit des manuels scolaires 
Un auteur de jeux de société est celui qui invente les règles d'un nouveau jeu.

### Dans le droit
En droit civil, l'auteur est celui de qui une personne (l'ayant cause) tient un droit.
En droit de la propriété intellectuelle, le droit d'auteur est le droit exclusif reconnu à cette personne sur sa part de création.
En droit pénal, il existe deux types d'auteurs : l'auteur matériel et l'auteur intellectuel d'une infraction.
- L'auteur matériel d'une infraction[6] est la personne qui, soit commet une infraction, soit tente de commettre un crime ou un délit[7]. De plus, la notion de coauteurs est utilisée pour désigner plusieurs personnes qui ont participé à la commission d'une même infraction[8].
- L'auteur intellectuel d'une infraction est la personne qui, sans avoir participé directement à la commission d'une infraction, a organisé ou ordonné cette infraction en faisant accomplir les actes par un tiers (appelé alors auteur matériel)[9].

### Dans le contexte numérique
Sur le Web, avec l'apparition de nouveaux genres éditoriaux tels que les blogs et la multiplication des formes de collaboration telles que les réseaux sociaux, les plateformes collaboratives, la notion d'auteur s'élargit : chaque usager est un producteur potentiel de contenu.
Évelyne Broudoux, maître de conférences en Sciences de l'information et de la communication, travaille sur le « devenir auteur » en contexte numérique.

## Forme féminine et forme épicène
La forme « autrice », dérivée du féminin latin auctrix, est en vigueur jusqu'au XVIIIe siècle, puis progressivement abandonnée et tombée en désuétude en France à la suite d'une longue querelle entre praticiens et grammairiens. Aurore Évain, chercheuse en sémiologie travaillant sur le sujet de la « parité linguistique » expose comment la réfutation de l'usage de ce mot, s'appuie à l'époque non seulement sur des débats sur sa formation grammaticale, mais surtout sur la remise en cause de la légitimité même des femmes à écrire,. 
La forme « auteure » féminise directement le masculin latin auctor (à la manière de l'espagnol autora ou d'autres féminins comme docteure ou ingénieure). En 2002, l'Académie française range le mot « auteure » parmi les « néologismes » et les « aberrations lexicales », position qu'elle modifie nettement dans son rapport de février 2019 sur la féminisation des noms de métiers.
Dans son rapport de février 2019, l'Académie française valide également « autrice », qui « a la préférence de l'université » d'après l'académicienne Dominique Bona, Le mot est davantage utilisé en Suisse et en Afrique francophone.
Le Haut Conseil à l'égalité entre les femmes et les hommes, qui recommandait en 2015 dans la première édition de son Guide pratique pour une communication publique sans stéréotype de sexe les féminins en « -eure », recommande dans la deuxième édition de 2016 le mot « autrice ».
La forme épicène « une auteur » est préconisée en 1984 par la commission de féminisation des noms instituée par Yvette Roudy et par la Chancellerie fédérale suisse en 2000 dans son Guide de formulation non sexiste des textes administratifs et législatifs de la Confédération. En 2018, l'écrivain et académicien Frédéric Vitoux suggère d'attribuer au mot « auteur » un genre grammatical féminin si l'usage général va dans ce sens, et d'oublier alors les autres formes.

### Usage en Belgique
En Belgique, le décret de 1993, étudié par le Conseil supérieur de la langue française impose la féminisation des noms dans les actes administratifs et offres et demandes d'emplois. La forme « auteure » alors en usage est mise en note, car elle ne respecte pas les règles traditionnelles. Lors de la mise à jour de 2005, « une auteure » et la forme épicène « une auteur » sont mises en avant, les autres formes étant mises en notes avec la mention « Auteuse, aut(h)oresse et autrice, qui est la forme régulière, non néologique, sont rares ». En 2019, le quotidien Le Soir annonce que « parce que le mot sonne clair, affirme sa féminité, s’appuie sur l'histoire et la proximité d'actrice, les Livres du Soir diront, dorénavant, autrice ».

### Usage au Canada
Au Canada francophone, le mot « auteure » est préconisé dès la fin des années 1970, lors de la féminisation des noms de métiers en français. Bien qu'il soit reconnu d'une formation irrégulière, au contraire d'« autrice », c'est cette forme qui est retenue dans le Guide de féminisation des titres et des fonctions en 1986 au Québec, en raison de la prépondérance de son usage. En 2005 la linguiste canadienne Louise-L. Larivière constate l'apparition de recommandations divergentes au sein des différentes communautés francophones européennes et canadiennes, et l'adoption de la féminisation au sein du Petit Robert à partir de 2000. Pour éviter cette divergence linguistique et s'accorder avec les règles de formation du genre grammatical calquées sur des structures existantes, la nouvelle mouture du Guide de féminisation des noms communs de personnes recommande l'utilisation du mot « autrice ». Toutefois, en 2008, « auteure » reste la forme courante,, même si « autrice » progresse depuis,.

### Usage en France
En France, la forme « auteure » est également employée. L'Académie française — qui, dans sa recommandation de 2002, soulignait que « les seuls féminins français en -eure (prieure, supérieure…) sont ceux qui proviennent de comparatifs latins en -or », et citait « auteure » parmi les néologismes à « éviter absolument » — adopte, le 28 février 2019, un rapport « préconisant de valider l'usage des noms de métiers féminisés »,: « l’Académie considère que toutes les évolutions visant à faire reconnaître dans la langue la place aujourd’hui reconnue aux femmes dans la société peuvent être envisagées, pour peu qu’elles ne contreviennent pas aux règles élémentaires et fondamentales de la langue, en particulier aux règles morphologiques qui président à la création des formes féminines dérivées des substantifs masculins ». Elle juge toutefois qu'autrice est le féminin d'auteur « dont la formation est plus satisfaisante ».